# ساختمان اداره قند و شکر
ساختمان اداره قند و شکر مربوط به دوره پهلوی است و در فریمان، بافت قدیم شهر، خیابان طالقانی واقع شده و این اثر در تاریخ ۲ بهمن ۱۳۸۲ با شمارهٔ ثبت ۱۰۸۹۴ به‌عنوان یکی از آثار ملی ایران به ثبت رسیده است.